# Eremulus rigidisetus
Eremulus rigidisetus är en kvalsterart som beskrevs av Balogh och Sandór Mahunka 1969. Eremulus rigidisetus ingår i släktet Eremulus och familjen Eremulidae. Inga underarter finns listade i Catalogue of Life.